# 荐馨桥
荐馨桥，是中国浙江省嘉兴市桐乡市乌镇镇的一座古桥，位于东苑社区东大街,建于清同治三年（1864）。桥联为：“水隔一溪依依人影，塘开三里济济行踪。”（南）、“碧水半湾流野渡，翠波一曲抱祠堂。”（北）。已列为桐乡市文物保护单位。
2018年12月30日，荐馨桥公布为第六批桐乡市文物保护单位。